# Jan Tarnowski (arcybiskup lwowski)
Jan Tarnowski  herbu Rola (ur. w 1585 roku, zm. 24 sierpnia 1669 we Lwowie) – arcybiskup lwowski w 1654 roku, sekretarz królewski Władysława IV Wazy, opat komendatoryjny mogilski w 1655 roku, prałat archidiakon krakowski w 1640 roku, kanonik włocławski, przemyski, warmiński i warszawski.

## Życiorys
Syn Hieronima, kasztelnica inowrocławskiego i kasztelanki brzezińskiej Zofii Szamowskiej h. Prus.
Przed przyjęciem święceń kapłańskich służył w wojsku.
Był deputatem duchownym na Trybunał Główny Koronny w 1632 i 1653 roku. Od lipca 1654 arcybiskup metropolita lwowski. Rozwinął działalność charytatywną w diecezji.
Był elektorem Jana II Kazimierza Wazy z województwa krakowskiego w 1648 roku.
Pochowany w Kaplicy Zamoyskich w Katedrze Łacińskiej we Lwowie.